# TVC (canal de televisión)
TVC fue un canal producido en México, que sólo se podía ver a través de los sistemas de televisión por cable, (principalmente en Megacable y Dish). Es propiedad de PCTV, una de las productoras de contenidos y distribuidora de señales para televisión por cable más importantes del país.

## Historia
El canal se fundó a finales de 1989 bajo el nombre de PCTV Super Canal; entró al aire en algunos sistemas de cable a partir de enero de 1990, y paulatinamente fue ampliando su cobertura en más sistemas de cable, hasta el 2006 que entró a la capital del país a través del sistema Cablevisión como señal de prueba con motivo de la Copa Mundial de Fútbol que se celebró en Alemania en ese mismo año.
TVC desde sus inicios era un canal de corte generalista, su programación estuvo conformada por noticieros, series, caricaturas, películas, programas de producción propia y deportes, esto hasta el 2014, que cambió su enfoque a ser un canal informativo las 24 horas, creándose así el Sistema Informativo TVC.
En las primeras horas del 13 de septiembre de 2021, TVC sale del aire para dar paso a Meganoticias MX, concretando su identidad como un canal de noticias las 24 horas del día, ahora bajo control editorial de PCTV en conjunto con Grupo Megacable, y cambiando el logo del canal TVC por MN mx.

## Logotipos
| Período   | Características |
| --------- | --- |
| 1990-1995 | Aparecían las letras del nombre del canal en color rosado.                                                            |
| 1995-2003 | Se modificaron las letras del nombre del canal en el mismo color y se renueva su escritura.                           |
| 2003-2007 | Las letras del nombre del canal cambian de color y usan los diferentes colores; naranja y morado.                     |
| 2007-2010 | Las letras del nombre del canal cambian de color tienen los mismos colores, pero se modifica la forma en la que está. |
| 2010-2021 | Las letras del nombre del canal cambian de color y se modifica el logotipo con un tono de color gris.                 |

## Retiro de señales
El 1 de abril de 2014, los sistemas Cablemás y Cablevisión (ahora Izzi Telecom) y todos propiedad o con alianza a Televisa retiraron el canal de sus parrillas de programación sin ninguna explicación previa, junto con sus canales hermanos TVC Deportes, Platino, Pánico, Cine Mexicano y ARTVC, canales que también produce PCTV.
Hasta el 13 de Septiembre del 2021, TVC estuvo disponible en el sistema Megacable con su respectiva señal en alta definición, asimismo el 19 de marzo de 2015, TVC entró al sistema Dish México, siendo esta la primera vez que ingresa este canal a un sistema vía satélite. Además de tener cobertura por estos sistemas en toda la república mexicana.